# Liste von Sakralbauten im Landkreis Südwestpfalz
Die Liste von Sakralbauten im Landkreis Südwestpfalz gibt einen Überblick über die Kirchen, Klöster und sonstigen Sakralbauten im Landkreis Südwestpfalz, Rheinland-Pfalz.

## Verbandsgemeinde Dahner Felsenland
- St. Michael (Bobenthal)
- St. Michael (Dahn)
- Ulrichskapelle (Fischbach bei Dahn)
- St. Ludwig (Ludwigswinkel)
- St. Laurentius (Niederschlettenbach)
- Christuskirche (Rumbach)

## Verbandsgemeinde Hauenstein
- Christkönig-Kirche (Hauenstein)
- Karmelitinnenkloster Hauenstein
- Protestantische Kirche (Wilgartswiesen)

## Verbandsgemeinde Pirmasens-Land
- St. Pirminius (Eppenbrunn)

## Verbandsgemeinde Rodalben
- Sel. Bernhard von Baden (Clausen)
- Marienkirche (Rodalben)
- Protestantische Kirche (Rodalben)

## Verbandsgemeinde Thaleischweiler-Wallhalben
- Protestantische Kirche Nünschweiler
- Meisenbacher Kapelle

## Verbandsgemeinde Zweibrücken-Land
- Evangelische Kirche (Battweiler)
- St. Laurentius (Contwig)
- St. Martin (Großbundenbach)
- Kloster Hornbach, Hornbach
- Protestantische Klosterkirche (Hornbach)
- St. Pirminius (Hornbach)
- Maria Königin der Engel (Stambach)
- Dietrich-Bonhoeffer-Kirche (Wiesbach)

## Verbandsgemeinde Waldfischbach-Burgalben
- St. Joseph (Waldfischbach)
- Gnadenkapelle Rosa Mystica
- Wallfahrtskirche Maria Rosenkranzkönigin